# Calvin Klein (dissenyador)
Calvin Richard Klein (Bronx, Nova York, 19 de novembre de 1942) és un dissenyador de moda estatunidenc, cofundador juntament amb Barry K. Schwartz de la companyia Calvin Klein a 1968.

## Biografia
Va ser criat en una comunitat immigrant de jueus i es va graduar al Fashion Institute of Technology de Nova York, el 1962. El 1968 va treballar i va adquirir experiència a Nova York, en vendre abrics a la Setena Avinguda i va revolucionar la moda dels 90 amb les seves creacions minimalistes i exemptes de guarniments superflus, la qual cosa representa l'home i dona moderns.

## Calvin Klein Incorporated
Va crear el 1968 la seva pròpia firma anomenada Calvin Klein Limited. El 1993 va ser guanyador del Council of Fashion Designers of America Award per les seves col·leccions masculines i femenines. La seva primera campanya va ser amb Brooke Shields, qui lluïa els seus texans amb la frase "res s'interposa entre jo i els meus Calvin Jeans".
L'èxit de Klein dins de la indústria de la moda va ser el llançament de la seva primera línia de pantalons de mezclilla en els 70.
La companyia Calvin Klein és coneguda pels seus cridaners anuncis i ha estat acusada per diverses organitzacions conservadores per utilitzar models aparentment menors d'edat en posis semiprovocatives.
A més de la roba, Klein va atorgar el seu nom a una línia de perfums, que inclouen les fragàncies unisex "CK One" i "CK Be", les quals són ara propietat d'Unilever. Igual que la seva moda, els perfums de Calvin expressen els elements bàsics de l'esperit.
De la sofisticació de la seva col·lecció de fragàncies "Obsession", "Eternity", "Fuita" i "Contradiction", al modern "CK One" i "CK Be", de Klein, personalitzen l'home i la dona moderns.

## Vida privada
Klein ha tingut dos matrimonis, la seva primera esposa va ser Jayne Centre, companya d'estudis, amb ella va viure 10 anys de matrimoni des de 1964 fins a 1974; seva segona esposa va ser la socialité Kelly Rector, es van casar el 1986 acabant la seva relació en el 2006. Té una filla del matrimoni amb Jayne Centre anomenada Marci Klein, que ha estat productora dels programes de la NBC, Saturday Night Live i 30 Rock.
L'any 2010, Klein va assistir a diversos esdeveniments socials a Nova York i Els Hamptons en companyia del seu nòvio, Nick Gruber, un jove de llavors vint anys que prèviament havia treballat com a model eròtic gai a llocs web pornogràfics. La relació va durar fins al gener de 2012, però es van reunir tres mesos després, quan Gruber va ser arrestat per portar cocaïna. En aquesta ocasió, Klein el va recolzar amb un tractament de rehabilitació.